# 파이어스톰 (2013년 영화)
《파이어스톰》(風暴, Firestorm)은 홍콩에서 제작된 원금린 감독의 2013년 액션, 스릴러, 범죄 영화이다. 유덕화 등이 주연으로 출연하였고 유덕화 등이 제작에 참여하였다.
이 영화는 2013년 12울 4일 개최된 스크린 싱가포르의 오프닝 필름으로 선정되었고, 여기서 유덕화와 공동 주연 임가동이 영화 초연을 위해 레드 카페트를 걸었다. 이 영화는 2013년 12월 13일 마카오에서 제56회 아시아태평양영화제의 오프닝 영화였으며 이후 2013년 12월 19일 홍콩에서 극장 개봉되었다. 이후, 파이어스톰은 2014년 5월 3일 제57회 샌프란시스코 국제 영화제에서 북아메리카 초연작이 되었다.

## 출연

### 주연
- 유덕화
- 임가동
- 야오천
- 후준
- 여량위

### 조연
- 윤자유
- 승색려
- 천웨이팅

## 기타
- 음향: 증경상
- 시각효과: 위궈량
- 무술감독: 전가락